# Llista de participants al Tour de França de 2007

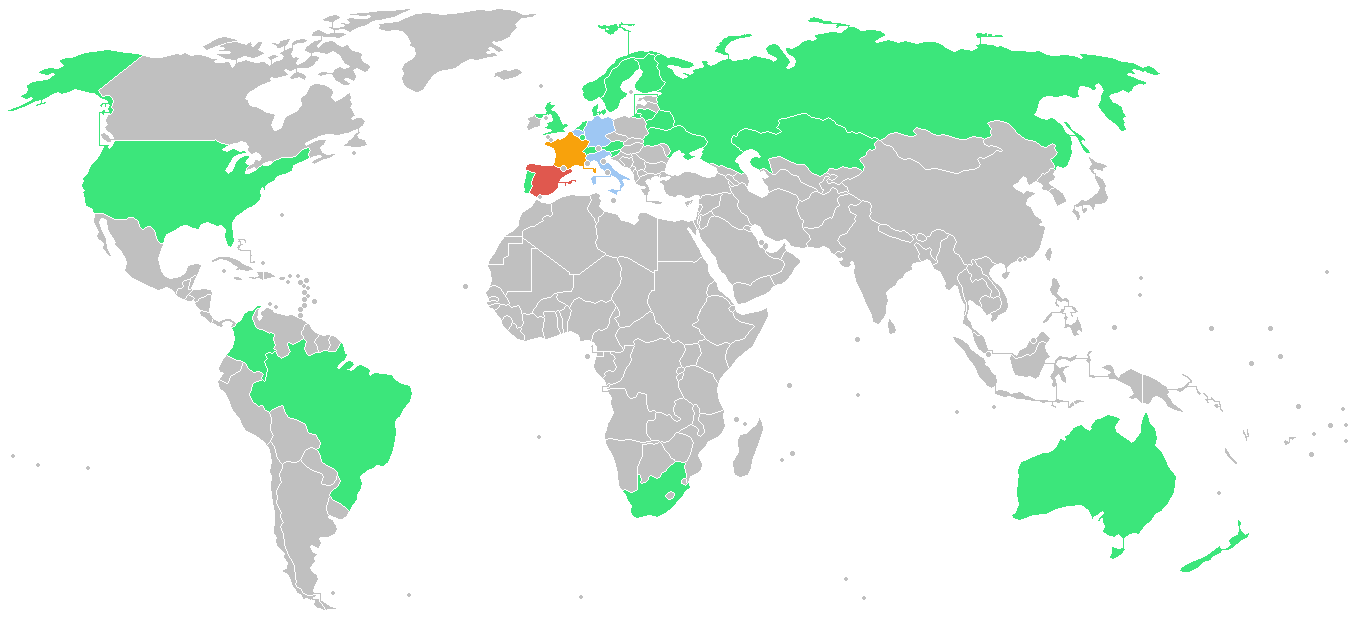
Mapa en què s'indiquen la procedència dels ciclistes del Tour de França de 2007: en verd: menys de 10 ciclistes; en blau d'11 a 20; en taronja de 21 a 40; en vermell més de 40.

El Tour de França de 2007 fou disputat per 198 corredors repartits entre 22 equips.

## Llista de participants
- Llista de sortida completa

| Llegenda                 | Llegenda | Llegenda              | Llegenda                                                                                         |
| ------------------------ | --- | --------------------- | ------------------------------------------------------------------------------------------------ |
| #                        | Dorsal de sortida que du el ciclista al Tour                                                                | Pos.                  | Posició final a la classificació general                                                         |
| Mallot groc              | Vencedor de la classificació general                                                                        | Mallot de la muntanya | Vencedor de la classificació de la muntanya                                                      |
| Mallot verd              | Vencedor de la classificació per punts                                                                      | Mallot blanc          | Vencedor de la classificació dels joves                                                          |
| classificació per equips | Vencedor de la classificació per equips                                                                     | Combativitat          | Vencedor de la combativitat                                                                      |
| NP                       | Indica un ciclista que no ha pres la sortida en una etapa, seguit del número de l'etapa en què s'ha retirat | AB                    | Indica un ciclista que no ha finalitzat una etapa, seguit del número d'etapa en què s'ha retirat |
| HD                       | Indica un ciclista que ha finalitzat una etapa fora de control, seguit del número d'etapa                   | EX                    | Corredor exclòs per no respectar el reglament                                                    |
| *                        | Indica un corredor que lluita pel mallot blanc                                                              |                       |                                                                                                  |

| Caisse d'Epargne GCE                       | Caisse d'Epargne GCE  | Caisse d'Epargne GCE | Caisse d'Epargne GCE | Caisse d'Epargne GCE |
| ------------------------------------------ | --------------------- | -------------------- | -------------------- | -------------------- |
| Núm.                                       | Ciclista              | Edat                 |                      | Pos.                 |
| 11                                         | Óscar Pereiro         | 29                   | Espanya              | 10                   |
| 12                                         | David Arroyo          | 27                   | Espanya              | 13                   |
| 13                                         | Vicente García Acosta | 34                   | Espanya              | 91                   |
| 14                                         | Iván Gutiérrez        | 28                   | Espanya              | 22è                  |
| 15                                         | Vladimir Karpets      | 26                   | Rússia               | 14                   |
| 16                                         | Luis León Sánchez     | 23                   | Espanya              | 72                   |
| 17                                         | Nicolas Portal        | 28                   | França               | 57                   |
| 18                                         | Alejandro Valverde    | 27                   | Espanya              | 6                    |
| 19                                         | Xabier Zandio         | 30                   | Espanya              | DNF-4                |
| Team manager: José Miguel Echavarri García |                       |                      |                      |                      |

| T-Mobile Team TMO           | T-Mobile Team TMO | T-Mobile Team TMO | T-Mobile Team TMO | T-Mobile Team TMO |
| --------------------------- | ----------------- | ----------------- | ----------------- | ----------------- |
| Núm.                        | Ciclista          | Edat              |                   | Pos.              |
| 21                          | Michael Rogers    | 27                | Austràlia         | DNF-8             |
| 22                          | Marcus Burghardt  | 24                | Alemanya          | 127               |
| 23                          | Mark Cavendish    | 22                | Regne Unit        | DNF-8             |
| 24                          | Bernhard Eisel    | 26                | Àustria           | 121               |
| 25                          | Linus Gerdemann   | 24                | Alemanya          | 36                |
| 26                          | Bert Grabsch      | 32                | Alemanya          | 105               |
| 27                          | Kim Kirchen       | 29                | Luxemburg         | 7                 |
| 28                          | Axel Merckx       | 34                | Bèlgica           | 62                |
| 29                          | Patrik Sinkewitz  | 26                | Alemanya          | DNS-9             |
| Team manager: Bob Stapleton |                   |                   |                   |                   |

| Team CSC CSC               | Team CSC CSC          | Team CSC CSC | Team CSC CSC           | Team CSC CSC |
| -------------------------- | --------------------- | ------------ | ---------------------- | ------------ |
| Núm.                       | Ciclista              | Edat         |                        | Pos.         |
| 31                         | Carlos Sastre         | 32           | Espanya                | 4            |
| 32                         | Kurt Asle Arvesen     | 32           | Noruega                | 67           |
| 33                         | Fabian Cancellara     | 26           | Suïssa                 | 100          |
| 34                         | Íñigo Cuesta          | 38           | Espanya                | 51           |
| 35                         | Stuart O'Grady        | 33           | Austràlia              | DNF-8        |
| 36                         | Fränk Schleck         | 27           | Luxemburg              | 17           |
| 37                         | Christian Vande Velde | 31           | Estats Units d'Amèrica | 25           |
| 38                         | Jens Voigt            | 35           | Alemanya               | 28           |
| 39                         | David Zabriskie       | 28           | Estats Units d'Amèrica | DSQ-11       |
| Team manager: Kim Andersen |                       |              |                        |              |

| Predictor-Lotto PRL         | Predictor-Lotto PRL | Predictor-Lotto PRL | Predictor-Lotto PRL    | Predictor-Lotto PRL |
| --------------------------- | ------------------- | ------------------- | ---------------------- | ------------------- |
| Núm.                        | Ciclista            | Edat                |                        | Pos.                |
| 41                          | Cadel Evans         | 30                  | Austràlia              | 2                   |
| 42                          | Mario Aerts         | 32                  | Bèlgica                | 70                  |
| 43                          | Dario Cioni         | 32                  | Itàlia                 | 56                  |
| 44                          | Chris Horner        | 35                  | Estats Units d'Amèrica | 15                  |
| 45                          | Leif Hoste          | 29                  | Bèlgica                | 110                 |
| 46                          | Robbie McEwen       | 35                  | Austràlia              | DSQ-8               |
| 47                          | Fred Rodriguez      | 33                  | Estats Units d'Amèrica | DNF-15              |
| 48                          | Johan Vansummeren   | 26                  | Bèlgica                | 63                  |
| 49                          | Wim Vansevenant     | 35                  | Bèlgica                | 141                 |
| Team manager: Marc Sergeant |                     |                     |                        |                     |

| Rabobank ProTeam RAB        | Rabobank ProTeam RAB | Rabobank ProTeam RAB | Rabobank ProTeam RAB | Rabobank ProTeam RAB |
| --------------------------- | -------------------- | -------------------- | -------------------- | -------------------- |
| Núm.                        | Ciclista             | Edat                 |                      | Pos.                 |
| 51                          | Denis Menchov        | 29                   | Rússia               | DNF-17               |
| 52                          | Michael Boogerd      | 35                   | Països Baixos        | 12                   |
| 53                          | Bram de Groot        | 32                   | Països Baixos        | 134                  |
| 54                          | Thomas Dekker        | 22                   | Països Baixos        | 35                   |
| 55                          | Joan Antoni Flecha   | 29                   | Espanya              | 85                   |
| 56                          | Óscar Freire         | 31                   | Espanya              | DNS-7                |
| 57                          | Grischa Niermann     | 32                   | Alemanya             | 86                   |
| 58                          | Michael Rasmussen    | 33                   | Dinamarca            | DNS-17               |
| 59                          | Pieter Weening       | 26                   | Països Baixos        | 128                  |
| Team manager: Erik Breukink |                      |                      |                      |                      |

| AG2R Prévoyance A2R          | AG2R Prévoyance A2R | AG2R Prévoyance A2R | AG2R Prévoyance A2R | AG2R Prévoyance A2R |
| ---------------------------- | ------------------- | ------------------- | ------------------- | ------------------- |
| Núm.                         | Ciclista            | Edat                |                     | Pos.                |
| 61                           | Christophe Moreau   | 36                  | França              | 37                  |
| 62                           | José Luis Arrieta   | 36                  | Espanya             | 52                  |
| 63                           | Sylvain Calzati     | 28                  | França              | DNF-11              |
| 64                           | Cyril Dessel        | 32                  | França              | DNF-15              |
| 65                           | Martin Elmiger      | 28                  | Suïssa              | 74                  |
| 66                           | John Gadret         | 28                  | França              | 54                  |
| 67                           | Simon Gerrans       | 27                  | Austràlia           | 94                  |
| 68                           | Stéphane Goubert    | 37                  | França              | 27                  |
| 69                           | Ludovic Turpin      | 32                  | França              | 44                  |
| Team manager: Vincent Lavenu |                     |                     |                     |                     |

| Euskaltel-Euskadi EUS        | Euskaltel-Euskadi EUS | Euskaltel-Euskadi EUS | Euskaltel-Euskadi EUS | Euskaltel-Euskadi EUS |
| ---------------------------- | --------------------- | --------------------- | --------------------- | --------------------- |
| Núm.                         | Ciclista              | Edat                  |                       | Pos.                  |
| 71                           | Haimar Zubeldia       | 28                    | Espanya               | 5                     |
| 72                           | Igor Antón            | 24                    | Espanya               | DNF-11                |
| 73                           | Mikel Astarloza       | 27                    | Espanya               | 9                     |
| 74                           | Jorge Azanza          | 25                    | Espanya               | 82                    |
| 75                           | Iñaki Isasi           | 30                    | Espanya               | 90                    |
| 76                           | Iñigo Landaluze       | 30                    | Espanya               | 43                    |
| 77                           | Rubén Pérez Moreno    | 25                    | Espanya               | 50                    |
| 78                           | Amets Txurruka        | 24                    | Espanya               | 23                    |
| 79                           | Gorka Verdugo         | 28                    | Espanya               | 48                    |
| Team manager: Julián Gorospe |                       |                       |                       |                       |

| Lampre-Fondital LAM            | Lampre-Fondital LAM | Lampre-Fondital LAM | Lampre-Fondital LAM | Lampre-Fondital LAM |
| ------------------------------ | ------------------- | ------------------- | ------------------- | ------------------- |
| Núm.                           | Ciclista            | Edat                |                     | Pos.                |
| 81                             | Alessandro Ballan   | 27                  | Itàlia              | 88                  |
| 82                             | Daniele Bennati     | 26                  | Itàlia              | 75                  |
| 83                             | Paolo Bossoni       | 31                  | Itàlia              | 95                  |
| 84                             | Marzio Bruseghin    | 33                  | Itàlia              | 41                  |
| 85                             | Claudio Corioni     | 24                  | Itàlia              | 126                 |
| 86                             | Danilo Napolitano   | 26                  | Itàlia              | DSQ-8               |
| 87                             | Daniele Righi       | 31                  | Itàlia              | 96                  |
| 88                             | Tadej Valjavec      | 30                  | Eslovènia           | 19                  |
| 89                             | Patxi Vila          | 31                  | Espanya             | 29                  |
| Team manager: Giuseppe Saronni |                     |                     |                     |                     |

| Team Gerolsteiner GST              | Team Gerolsteiner GST | Team Gerolsteiner GST | Team Gerolsteiner GST | Team Gerolsteiner GST |
| ---------------------------------- | --------------------- | --------------------- | --------------------- | --------------------- |
| Núm.                               | Ciclista              | Edat                  |                       | Pos.                  |
| 91                                 | Stefan Schumacher     | 25                    | Alemanya              | 87                    |
| 92                                 | Robert Förster        | 29                    | Alemanya              | 135                   |
| 93                                 | Markus Fothen         | 25                    | Alemanya              | 34                    |
| 94                                 | Heinrich Haussler     | 23                    | Alemanya              | 129                   |
| 95                                 | Bernhard Kohl         | 25                    | Àustria               | 31                    |
| 96                                 | Sven Krauss           | 24                    | Alemanya              | 137                   |
| 97                                 | Ronny Scholz          | 29                    | Alemanya              | 81                    |
| 98                                 | Fabian Wegmann        | 27                    | Alemanya              | 60                    |
| 99                                 | Peter Wrolich         | 33                    | Àustria               | 133                   |
| Team manager: Hans-Michael Holczer |                       |                       |                       |                       |

| Crédit Agricole C.A        | Crédit Agricole C.A | Crédit Agricole C.A | Crédit Agricole C.A | Crédit Agricole C.A |
| -------------------------- | ------------------- | ------------------- | ------------------- | ------------------- |
| Núm.                       | Ciclista            | Edat                |                     | Pos.                |
| 101                        | Thor Hushovd        | 29                  | Noruega             | 139                 |
| 102                        | William Bonnet      | 25                  | França              | 109                 |
| 103                        | Alexandre Botcharov | 32                  | Rússia              | 33                  |
| 104                        | Anthony Charteau    | 27                  | França              | 136                 |
| 105                        | Julian Dean         | 32                  | Nova Zelanda        | 107                 |
| 106                        | Dmitri Fofónov      | 30                  | Kazakhstan          | 26                  |
| 107                        | Patrice Halgand     | 33                  | França              | 30                  |
| 108                        | Sebastien Hinault   | 33                  | França              | 132                 |
| 109                        | Christophe Le Mevel | 26                  | França              | DNF-15              |
| Team manager: Roger Legeay |                     |                     |                     |                     |

| Discovery Channel Pro Cycling Team DSC | Discovery Channel Pro Cycling Team DSC | Discovery Channel Pro Cycling Team DSC | Discovery Channel Pro Cycling Team DSC | Discovery Channel Pro Cycling Team DSC |
| -------------------------------------- | -------------------------------------- | -------------------------------------- | -------------------------------------- | -------------------------------------- |
| Núm.                                   | Ciclista                               | Edat                                   |                                        | Pos.                                   |
| 111                                    | Levi Leipheimer                        | 33                                     | Estats Units d'Amèrica                 | 3                                      |
| 112                                    | Alberto Contador                       | 24                                     | Espanya                                | 1                                      |
| 113                                    | Vladímir Gussev                        | 25                                     | Rússia                                 | 38                                     |
| 114                                    | George Hincapie                        | 34                                     | Estats Units d'Amèrica                 | 24                                     |
| 115                                    | Egoi Martínez                          | 29                                     | Espanya                                | 61                                     |
| 116                                    | Benjamín Noval                         | 26                                     | Espanya                                | 115                                    |
| 117                                    | Sérgio Paulinho                        | 27                                     | Portugal                               | 65                                     |
| 118                                    | Iaroslav Popòvitx                      | 27                                     | Ucraïna                                | 8                                      |
| 119                                    | Tomas Vaitkus                          | 25                                     | Lituània                               | DNS-3                                  |
| Team manager: Johan Bruyneel           |                                        |                                        |                                        |                                        |

| Bouygues Télécom BTL               | Bouygues Télécom BTL | Bouygues Télécom BTL | Bouygues Télécom BTL | Bouygues Télécom BTL |
| ---------------------------------- | -------------------- | -------------------- | -------------------- | -------------------- |
| Núm.                               | Ciclista             | Edat                 |                      | Pos.                 |
| 121                                | Pierrick Fédrigo     | 28                   | França               | 84                   |
| 122                                | Stef Clement         | 24                   | Països Baixos        | DSQ-12               |
| 123                                | Xavier Florencio     | 27                   | Espanya              | 46                   |
| 124                                | Anthony Geslin       | 27                   | França               | 98                   |
| 125                                | Laurent Lefevre      | 31                   | França               | 58                   |
| 126                                | Jérôme Pineau        | 27                   | França               | 68                   |
| 127                                | Matthieu Sprick      | 25                   | França               | DNF-16               |
| 128                                | Johann Tschopp       | 25                   | Suïssa               | 93                   |
| 129                                | Thomas Voeckler      | 28                   | França               | 66                   |
| Team manager: Jean-René Bernaudeau |                      |                      |                      |                      |

| Agritubel AGR              | Agritubel AGR       | Agritubel AGR | Agritubel AGR | Agritubel AGR |
| -------------------------- | ------------------- | ------------- | ------------- | ------------- |
| Núm.                       | Ciclista            | Edat          |               | Pos.          |
| 131                        | Juan Miguel Mercado | 28            | Espanya       | 80            |
| 132                        | Freddy Bichot       | 27            | França        | 102           |
| 133                        | Moisés Dueñas       | 26            | Espanya       | 39            |
| 134                        | Romain Feillu       | 23            | França        | DNF-8         |
| 135                        | Eduardo Gonzalo     | 23            | Espanya       | DNF-1         |
| 136                        | Cédric Herve        | 27            | França        | DSQ-8         |
| 137                        | Nicolas Jalabert    | 34            | França        | 114           |
| 138                        | Benoît Salmon       | 33            | França        | 125           |
| 139                        | Nicolas Vogondy     | 29            | França        | 92            |
| Team manager: David Fornes |                     |               |               |               |

| Cofidis COF              | Cofidis COF       | Cofidis COF | Cofidis COF | Cofidis COF |
| ------------------------ | ----------------- | ----------- | ----------- | ----------- |
| Núm.                     | Ciclista          | Edat        |             | Pos.        |
| 141                      | Sylvain Chavanel  | 28          | França      | DNS-17      |
| 142                      | Stéphane Augé     | 32          | França      | DNS-17      |
| 143                      | Geoffroy Lequatre | 26          | França      | DNS-6       |
| 144                      | Cristian Moreni   | 34          | Itàlia      | EX-17       |
| 145                      | Nick Nuyens       | 27          | Bèlgica     | DNS-17      |
| 146                      | Iván Parra        | 31          | Colòmbia    | DNF-8       |
| 147                      | Staf Scheirlinckx | 28          | Bèlgica     | DNS-17      |
| 148                      | Rik Verbrugghe    | 32          | Bèlgica     | DNS-17      |
| 149                      | Bradley Wiggins   | 27          | Regne Unit  | DNS-17      |
| Team manager: Eric Boyer |                   |             |             |             |

| Liquigas LIQ                 | Liquigas LIQ         | Liquigas LIQ | Liquigas LIQ | Liquigas LIQ |
| ---------------------------- | -------------------- | ------------ | ------------ | ------------ |
| Núm.                         | Ciclista             | Edat         |              | Pos.         |
| 151                          | Filippo Pozzato      | 25           | Itàlia       | DNS-15       |
| 152                          | Michael Albasini     | 26           | Suïssa       | 59           |
| 153                          | Manuel Beltrán       | 36           | Espanya      | 18           |
| 154                          | Kjell Carlström      | 30           | Finlàndia    | 76           |
| 155                          | Murilo Fischer       | 28           | Brasil       | 101          |
| 156                          | Aleksandr Kuschynski | 27           | Belarús      | 89           |
| 157                          | Manuel Quinziato     | 27           | Itàlia       | 113          |
| 158                          | Charlie Wegelius     | 29           | Regne Unit   | 45           |
| 159                          | Frederik Willems     | 27           | Bèlgica      | 73           |
| Team manager: Roberto Amadio |                      |              |              |              |

| FDJ FDJ                   | FDJ FDJ            | FDJ FDJ | FDJ FDJ | FDJ FDJ |
| ------------------------- | ------------------ | ------- | ------- | ------- |
| Núm.                      | Ciclista           | Edat    |         | Pos.    |
| 161                       | Sandy Casar        | 28      | França  | 71      |
| 162                       | Sébastien Chavanel | 26      | França  | 130     |
| 163                       | Mickael Delage     | 21      | França  | 117     |
| 164                       | Rémy Di Gregorio   | 21      | França  | DNS-5   |
| 165                       | Philippe Gilbert   | 25      | Bèlgica | DNS-15  |
| 166                       | Lilian Jegou       | 31      | França  | 97      |
| 167                       | Mathieu Ladagnous  | 22      | França  | 112     |
| 168                       | Thomas Lövkvist    | 23      | Suècia  | 64      |
| 169                       | Benoît Vaugrenard  | 25      | França  | 83      |
| Team manager: Marc Madiot |                    |         |         |         |

| Quick Step-Innergetic QSI      | Quick Step-Innergetic QSI | Quick Step-Innergetic QSI | Quick Step-Innergetic QSI | Quick Step-Innergetic QSI |
| ------------------------------ | ------------------------- | ------------------------- | ------------------------- | ------------------------- |
| Núm.                           | Ciclista                  | Edat                      |                           | Pos.                      |
| 171                            | Tom Boonen                | 26                        | Bèlgica                   | 119                       |
| 172                            | Carlos Barredo            | 26                        | Espanya                   | 42                        |
| 173                            | Steven de Jongh           | 33                        | Països Baixos             | 123                       |
| 174                            | Juan Manuel Gárate        | 31                        | Espanya                   | 21                        |
| 175                            | Sebastien Rosseler        | 25                        | Bèlgica                   | 104                       |
| 176                            | Gert Steegmans            | 26                        | Bèlgica                   | 138                       |
| 177                            | Bram Tankink              | 28                        | Països Baixos             | 40                        |
| 178                            | Matteo Tosatto            | 33                        | Itàlia                    | 108                       |
| 179                            | Cedric Vasseur            | 36                        | França                    | 55                        |
| Team manager: Patrick Lefevere |                           |                           |                           |                           |

| Team Milram MRM                | Team Milram MRM       | Team Milram MRM | Team Milram MRM | Team Milram MRM |
| ------------------------------ | --------------------- | --------------- | --------------- | --------------- |
| Núm.                           | Ciclista              | Edat            |                 | Pos.            |
| 181                            | Erik Zabel            | 37              | Alemanya        | 79              |
| 182                            | Alessandro Cortinovis | 29              | Itàlia          | 122             |
| 183                            | Ralf Grabsch          | 34              | Alemanya        | 116             |
| 184                            | Andrí Hrivko          | 23              | Ucraïna         | 78              |
| 185                            | Christian Knees       | 26              | Alemanya        | 47              |
| 186                            | Brett Lancaster       | 27              | Austràlia       | DNF-5           |
| 187                            | Alberto Ongarato      | 31              | Itàlia          | DNF-12          |
| 188                            | Enrico Poitschke      | 37              | Alemanya        | 131             |
| 189                            | Marcel Sieberg        | 25              | Alemanya        | 120             |
| Team manager: Gianluigi Stanga |                       |                 |                 |                 |

| Astana Team AST            | Astana Team AST       | Astana Team AST | Astana Team AST | Astana Team AST |
| -------------------------- | --------------------- | --------------- | --------------- | --------------- |
| Núm.                       | Ciclista              | Edat            |                 | Pos.            |
| 191                        | Alexandre Vinokourov  | 33              | Kazakhstan      | EX-16           |
| 192                        | Antoni Colom          | 29              | Espanya         | EX-16           |
| 193                        | Maksim Iglinski       | 26              | Kazakhstan      | EX-16           |
| 194                        | Sergei Ivanov         | 32              | Rússia          | EX-16           |
| 195                        | Andrei Kàixetxkin     | 27              | Kazakhstan      | EX-16           |
| 196                        | Andreas Klöden        | 32              | Alemanya        | EX-16           |
| 197                        | Daniel Navarro Garcia | 23              | Espanya         | EX-16           |
| 198                        | Gregory Rast          | 27              | Suïssa          | EX-16           |
| 199                        | Paolo Savoldelli      | 34              | Itàlia          | EX-16           |
| Team manager: Mario Kummer |                       |                 |                 |                 |

| Saunier Duval-Prodir SDV     | Saunier Duval-Prodir SDV | Saunier Duval-Prodir SDV | Saunier Duval-Prodir SDV | Saunier Duval-Prodir SDV |
| ---------------------------- | ------------------------ | ------------------------ | ------------------------ | ------------------------ |
| Núm.                         | Ciclista                 | Edat                     |                          | Pos.                     |
| 201                          | David Millar             | 30                       | Regne Unit               | 69                       |
| 202                          | Iker Camaño              | 28                       | Espanya                  | 53                       |
| 203                          | David Cañada             | 32                       | Espanya                  | 103                      |
| 204                          | Juan José Cobo           | 26                       | Espanya                  | 20                       |
| 205                          | David de la Fuente       | 26                       | Espanya                  | 49                       |
| 206                          | Rubén Lobato             | 28                       | Espanya                  | DNS-7                    |
| 207                          | Iban Mayo                | 29                       | Espanya                  | 16                       |
| 208                          | Christophe Rinero        | 33                       | França                   | 77                       |
| 209                          | Francisco Ventoso        | 25                       | Espanya                  | DNS-14                   |
| Team manager: Mauro Gianetti |                          |                          |                          |                          |

| Barloworld BAR              | Barloworld BAR       | Barloworld BAR | Barloworld BAR | Barloworld BAR |
| --------------------------- | -------------------- | -------------- | -------------- | -------------- |
| Núm.                        | Ciclista             | Edat           |                | Pos.           |
| 211                         | Alexander Efimkin    | 25             | Rússia         | 99             |
| 212                         | Félix Cárdenas       | 34             | Colòmbia       | 106            |
| 213                         | Giampaolo Cheula     | 28             | Itàlia         | 111            |
| 214                         | Enrico Degano        | 31             | Itàlia         | DNF-7          |
| 215                         | Geraint Thomas       | 21             | Regne Unit     | 140            |
| 216                         | Robert Hunter        | 30             | Sud-àfrica     | 118            |
| 217                         | Paolo Longo Borghini | 26             | Itàlia         | 124            |
| 218                         | Kanstantsín Siutsou  | 24             | Belarús        | 32             |
| 219                         | Mauricio Soler       | 24             | Colòmbia       | 11             |
| Team manager: Claudio Corti |                      |                |                |                |